# Acton (Massachusetts)
Acton ist eine Stadt im Middlesex County des US-Bundesstaats Massachusetts, etwa 34 Kilometer nordwestlich von Boston und ungefähr achtzehn Kilometer südwestlich von Lowell mit 24.021 Einwohnern (Stand: Volkszählung 2020).

## Geschichte
Das Gebiet um Acton wurde bereits vor 7000 Jahren besiedelt, die Zahl der indigenen Bevölkerung ging nach der Ankunft europäischer Siedler aufgrund von eingeschleppter Krankheiten jedoch stark zurück.
Nachdem das Gebiet von Acton zunächst als Weideland genutzt worden war, siedelten sich die ersten Europäer im Jahr 1639 dort an. Am 3. Juli 1735 wurde Acton zur unabhängigen Stadt erklärt.
Während des Unabhängigkeitskriegs kämpften örtliche Milizen vor den Toren der Stadt gegen britische Truppen in den Gefechten von Lexington und Concord.
Im Jahr 1844 wurde eine erste Eisenbahnstrecke nach Acton eröffnet, was zusammen mit der Industrialisierung zu einem wirtschaftlichen Aufschwung der Stadt führte.
Im 20. Jahrhundert erlebte Acton ein starkes Bevölkerungswachstum von etwa 2000 um das Zehnfache auf über 20.000.

## Söhne und Töchter der Stadt
- Henry Durant (1802–1875), Theologe und Hochschullehrer
- Leonard D. White (1891–1958), Historiker und Politikwissenschaftler, Präsident der American Political Science Association
- Pam Fletcher (* 1963), Skirennläuferin
- Jeff Norton (* 1965), Eishockeyspieler